# Escut de Càrcer
L'escut de Càrcer és un símbol representatiu oficial utilitzat per l'ajuntament del municipi valencià de Càrcer (Ribera Alta). Té el següent blasonament:
| « | En forma d'escut espanyol truncat, esmaltat en el quarter superior els pals d'Aragó i en l'inferior les primitives de la Casa de Querol, adoptades pel llinatge Cucaló en Sagunt, Segorb i València: D'argent, una graula de sable, passant, amb les ales abaixades, perfilat cap a la destra del blasó. El tot coronat amb la reial aragonesa, igual a la reial espanyola, però sense cap diadema. | » |

## Història
El ple de l'Ajuntament va presentar un projecte d'escut municipal per a la seua oficialització al Ministeri de la Governació. La Reial Acadèmia de la Història (RAH) va aprovar un informe favorable el 21 de gener de 1955. Aquest informe anava signat per V. Castañeda. El Consell de Ministres va aprovar l'escut oficial «en la forma expuesta por la Real Academia de la Historia» [sic] per Decret d'11 de març de 1955, publicat al BOE núm. 86 de 27 de març i al núm. 88 de 29 de març de 1955.
No obstant això, l'Ajuntament utilitzà un escut diferent i no fou fins a l'any 2017, 62 anys després, que començà a utilitzar l'escut oficial. L'escut que utilitzà l'ajuntament fins 2017 tenia el següent blasonament:
| « | L'escut de Càrcer adopta forma d'ogiva, truncat. Al primer quarter, en camper d'or, els quatre pals de gules. Al segon quarter, en camper de sinople, tres escudets de gules amb una franja d'or, disposats 2 i 1. Per timbre, una corona reial oberta. Va ornamentat amb llambrequins de sinople. | » |

Escut utilitzat per l'Ajuntament fins 2017.

El camper de sinople amb tres escudets de gules amb una franja d'or, que hi apareix en un dels escuts, són les armes dels Eslava, en record de Pere Martínez Eslava, baró de Càrcer el 1437. La graula, proposada per la RAH, és l'escut dels Cucaló, en record de Josep Cucaló, senyor territorial que va repoblar Càrcer el 1610 després de l'expulsió dels moriscs.